# Мусковит
Мускови́т (от англ. muscovite — московский, московит, москвитянин) — минерал, калиевая слюда KAl2[AlSi3O10](OH)2. Ярко-зелёный мусковит, содержащий до 4 % Cr2О3, называют фукситом, мелкочешуйчатый агрегат — серицитом. Используют в электро- и радиотехнике, для изготовления смотровых оконцев в котлах, печах и др.

## Название
Название минерала связано с тем, что в Средние века основным поставщиком слюды в Европу было Русское государство, часто называемое Московия. В результате в английском языке слюда получила название Muscovy glass — московское стекло. Русское минералогическое название слюды — мусковит. Существуют также и другие названия минерала и его разновидностей: московская звезда, калиевая слюда, белая слюда, серицит, антонит, лейкофиллит.

## Свойства

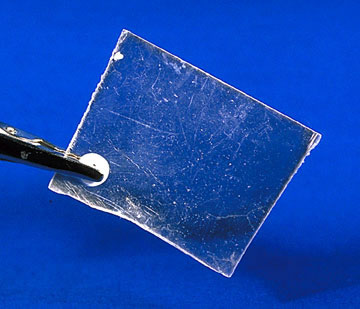
Пластина мусковита

Кристаллы таблитчатые моноклинной системы. Спайность по базису весьма совершенная. Мусковит легко расщепляется на тончайшие листочки, что обусловливается его кристаллической структурой, сложенной 3-слойными пакетами из 2 листов кремне- и алюмокислородных тетраэдров, соединённых через слой, составленный из октаэдров, в центре которых расположены ионы Al, окружённые 4 ионами кислорода и 2 группами OH; 1/3 октаэдров не заполнена ионами Al. Пакеты соединены между собой ионами калия.
Материал обладает очень высокими электроизоляционными свойствами:
- Нагревостойкость — 500—600 °C,
- Удельное объёмное сопротивление — 1012−1014 Ом·м,
- Тангенс угла потерь — 0,0003,
- Относительная диэлектрическая проницаемость — 6-8.

## Месторождения мусковита
Месторождения в России — на Кольском полуострове (почти 3/4 российской добычи в настоящее время) и в Восточной Сибири (Мамское, Канское); за рубежом — в Индии, на Мадагаскаре, Канаде, США, Бразилии.

## Применение
- Мусковит обладает чрезвычайно полезным бытовым свойством: тонкие полупрозрачные пластины способны выдерживать резкие перепады температуры. До появления термостойкого кварцевого стекла мусковит использовали для производства масляных фонарей. При попадании холодной воды на горячую пластину мусковита она не разрушалась. Это свойство было особенно важно при использовании во флоте. Потребность в больших и тонких пластинах минерала в судостроении была очень велика, стимулируя продажи мусковита из России в Европу. Мусковит также использовался вместо стекла при изготовлении оконных рам витражного типа для несостоятельных заказчиков.
- Мусковит является одним из двух компонентов для изготовления микалекса.
- В промышленности мусковит применяется в виде листовой слюды (для изоляторов, конденсаторов, телефонов и т. п.).
- При изготовлении слюдяного порошка (при изготовлении кровельного толя, слюдяного картона, огнеупорных красок и пр.).
- При изготовлении слюдяного фабриката (для электроизоляционных прокладок в электроприборах).

## Разновидности

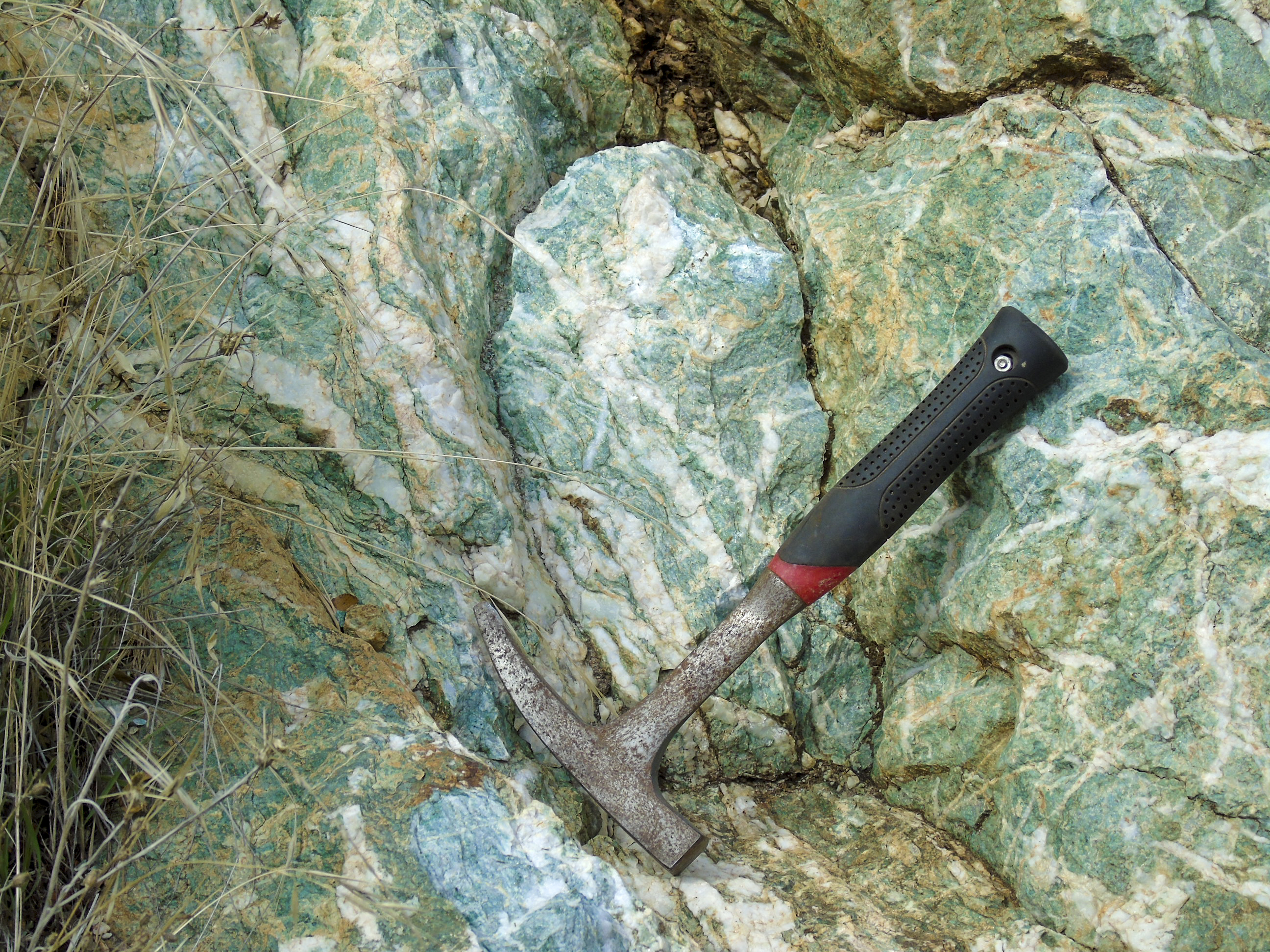
Марипозит (Калифорния)

- Серицит — термин, которым обозначают тонкозернистую белую слюду (мусковит или парагонит).
- Фенгиты — мусковиты, у которых отношение Si : Аl больше, чем 3 : 1; а обычно увеличение содержания Si сопровождается замещением Аl в октаэдрических положениях на Mg или Fe+2.
- Марипозит — разновидность фенгита с высоким содержанием Cr.
- Алургит — фенгит с заметным содержанием Mn.
- Волокнистый магнезиальный гидромусковит, названный гюмбелитом, был изучен Энделом Аруя (Aruja, 1944).
- Термин «иллит» обычно применяется для обозначения слюдистых минералов и для обозначения минералов с переслаиванием пакетов слюд и глинистых минералов.